# ジェム・チャカローズ
ジェム・チャカローズ (Cem Cakaloz、1968年 - ) は、トルコ出身の旅行会社「ターキッシュエア＆トラベル」の創業者であり、日本とトルコの文化交流および観光促進に貢献する活動家である。

## 経歴
ジェム・チャカローズは1989年に京都のYMCAに留学。1990年に帰国後、日本とトルコの文化交流を促進するため「日本トルコ友好協会」を設立。1994年には非営利団体「ファーイースト文化協会」を設立し、ファーイースト文化センターとして活動を開始する。
1991年にはトルコで初となる囲碁に関する書籍を出版。1995年には紙媒体「シルクロード」の編集長に就任し、東南アジア諸国の文化や歴史、トルコの歴史、トルコ大統領の訪問に関するニュースを発信。また、トルコに駐在する各国大使や各国に駐在するトルコ大使へのインタビューを行い、国際的な視点で情報提供を行った。さらに、日本映画フェスティバルの主催や、毎年日本で決勝戦が行われる囲碁世界大会のトルコ国内トーナメントを主催するなど多岐にわたる活動を行っている。
1998年にはトルコ・日本の友好関係推進を目的とする「土日基金文化センター」の設立メンバーとして活動し、1999年にはトルコ航空に営業マーケティングマネージャーとして入社。トルコ観光の普及活動に従事した。
2003年から2004年にかけては、十勝新聞にて「トルコのおもしろ話」を連載。トルコ文化や歴史に関する情報を広く発信し、日本国内でのトルコ観光の認知向上に貢献した。2004年には独立し、旅行会社「CB CRESCENDO」を設立している。

## ターキッシュエア＆トラベルの設立と成長
2004年に旅行会社「CB CRESCENDO」を設立した後、2014年にはB2C向けの旅行会社「ターキッシュエア＆トラベル」を創業。ターキッシュエア＆トラベルは、日本からトルコへのパッケージツアーやオーダーメイド旅行を提供する専門旅行会社であり、質の高いサービスとトルコ旅行の魅力を日本の旅行者に伝えている。競争の激しい旅行業界において、価格競争に依存せず、「一生に一度の体験」を提供することを目標としている。
同社は創業10周年を迎え、旅行会社10社を対象としたサイトイメージ調査において6つのカテゴリーでNo.1を獲得。羽田、成田、関西、名古屋、福岡の各空港から発着する多様なツアーを展開し、これまでに10,000人を超える顧客に選ばれており、2019年には年間3,300人以上をトルコに送り出し、引き続き好調な業績を維持している。
また、トルコ旅行・観光メディア「ターキッシュ・カルチャークラブ」も運営する。

## 業務効率化と未来展望
チャカローズ氏は、旅行業界のデジタルトランスフォーメーション（DX）を推進し、RPAやAI技術を活用した業務効率化に注力。また、中小企業のDX推進のため、他企業とノウハウ共有も行っている。

## 日本とトルコの親善活動
日本トルコ友好協会の創設者として、文化交流イベントやセミナーを通じ、両国の親善関係強化に尽力している。